# Immantation
Als Immantation (lateinisch immantatio „Ummantelung“) wird das feierliche Einkleiden (Investitur) des neugewählten Papstes mit dem Papstmantel (lateinisch chlamys purpurea oder auch mantus pontificalis – vgl. Pontifex) bezeichnet.

## Herkunft und Geschichte
Mit der Ausbildung einer römischen Kurie seit dem späten 10. Jahrhundert, die der Verwaltung des päpstlichen Hofes diente, veränderte sich auch das Zeremoniell für die Einsetzung des neugewählten Papstes. Es vollzog sich eine Angleichung an die Gepflogenheiten an weltlichen Höfen, die letztlich auf die Konstantinische Schenkung und die daraus abgeleitete Gleichstellung des Papsttums mit dem Kaisertum zurückgeführt wurde. Deutlicher Ausdruck dieses Anspruchs ist die Purpurfarbe des Mantels zusammen mit der Verwendung des „kaiserlichen“ Porphyrs für Böden und Sitze.
Nach einer ersten gesicherten Bezeugung bei Gregor VII. wurde die Immantation zusammen mit der Überreichung des Palliums und der Ferula zu zentralen Bestandteilen der Papsterhebung.
Welche Bedeutung die Immantation in dieser frühen Zeit besaß, zeigen die Ereignisse nach den Wahlen von Alexander III. und Viktor IV. im September 1159, die den Beginn eines Jahrzehnte währenden Schismas darstellten. Mehr noch als die Inthronisation der rivalisierenden Päpste war es die Immantation, auf die die Parteien ihr Hauptaugenmerk legten. Dabei brachten die Anhänger des (Gegen-)Papstes Viktor IV. den Mantel tatsächlich gewaltsam während der Erhebungszeremonie für Alexander III. in ihren Besitz. Dieser konnte dadurch erst einige Tage nach Viktor immantiert werden. Die frühere Immantation Viktors bildete daraufhin sogar ein gewichtiges Argument dafür, dass auf der Kirchenversammlung zu Pavia im Februar 1160 Viktor als rechtmäßiger Papst anerkannt wurde.